# Anders Spolander

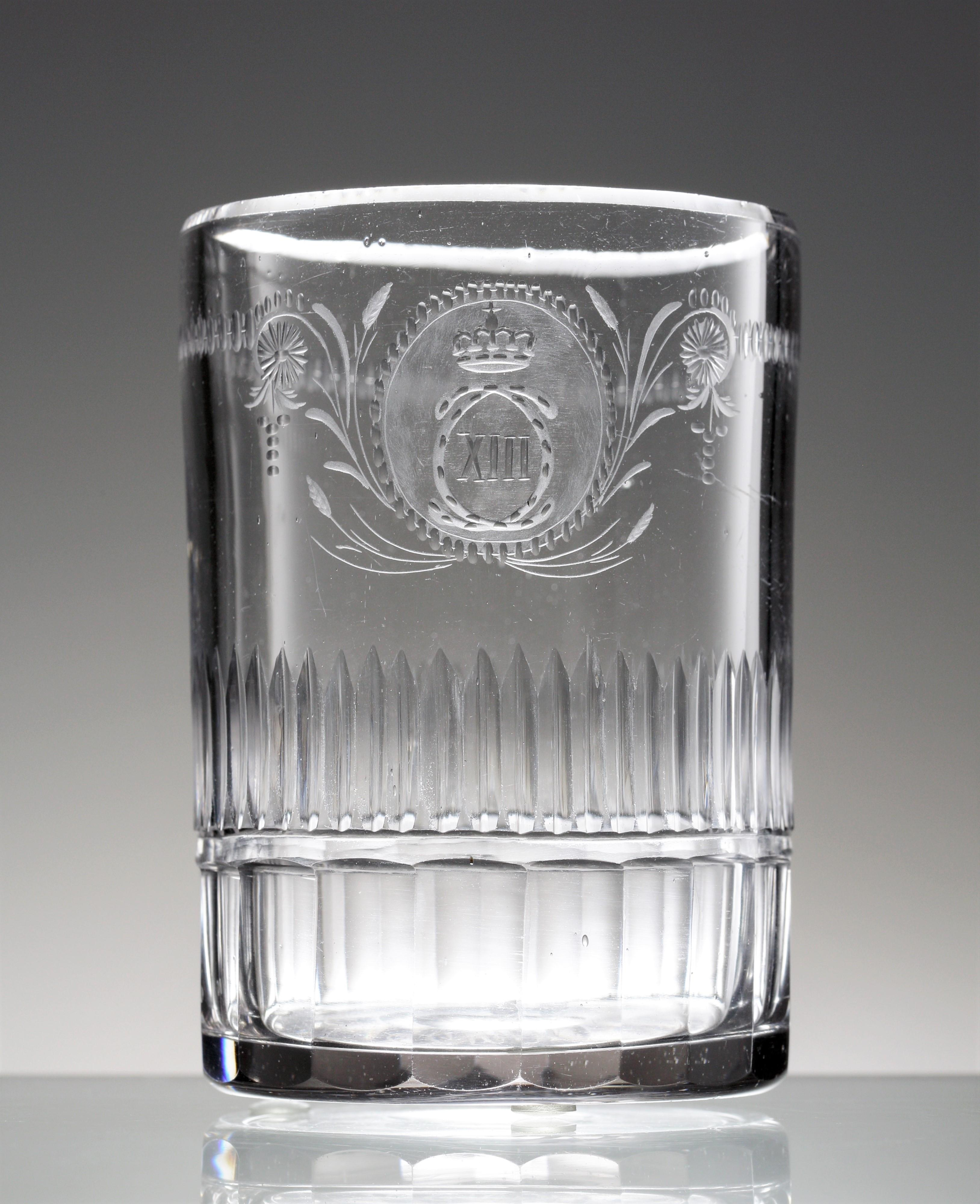
Glas tillhörande Karl XIII:s servis, graverat av Anders Spolander 1815-1818 för Reijmyre glasbruk.

Anders Spolander, född 27 juli 1782, död 28 maj 1836 i Stockholm, var en svensk handlare, fabrikör och glasslipare.
Spolander var gift med Gustava Åkerblom och nämns som glasslipare vid Strömbäcks bruk utanför Umeå 1806–1812 och vid Kungsholms glasbruk i Stockholm 1812–1813. Han etablerade därefter ett eget glassliperi och vid hans död fanns ett mycket stort lager av olika glasvaror. Spolander är representerad vid bland annat Nationalmuseum.